# Tammam Salam

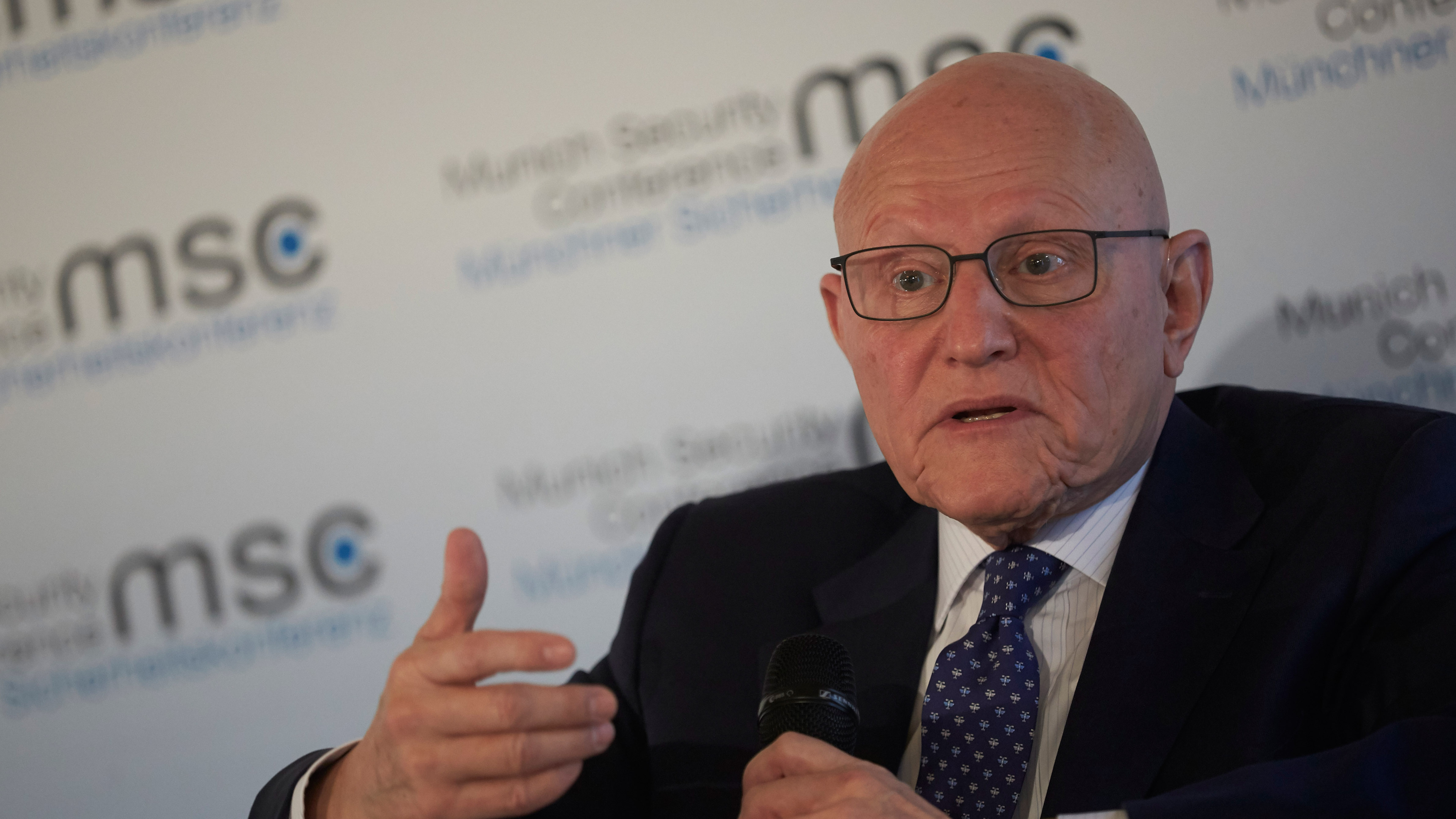
Tammam Salam während der Münchner Sicherheitskonferenz 2016

Tammam Saʾib Salam (arabisch تمام صائب سلام, DMG Tammām Ṣāʾib Salām, * 13. Mai 1945 in Beirut) ist ein sunnitischer libanesischer Politiker und war vom 15. Februar 2014 bis zum 20. Dezember 2016 Ministerpräsident seines Landes. Er steht der prowestlichen und antisyrischen Allianz des 14. März nahe, hat aber auch gute Beziehungen zur Allianz des 8. März, der auch die schiitische Hisbollah zugehörig ist.
Er ist der Sohn des ehemaligen Ministerpräsidenten Saeb Salam und graduierte an der armenischen Haigazian-Universität. Bei der Parlamentswahl 1996 wurde er erstmals ins Parlament gewählt, verlor seinen Sitz jedoch bei der Parlamentswahl 2000 und trat für die Wahl 2005 nicht an. Vom 11. Juli 2008 bis zum 9. November 2009 war er als Nachfolger von Tarek Mitri libanesischer Kulturminister im Kabinett Fuad Siniora. Seit der Wahl 2009 ist er wieder unabhängiger Abgeordneter im libanesischen Parlament.
Der Drusen-Führer Walid Dschumblat mit seiner Progressiv-Sozialistischen Partei hatte sich nach dem Rücktritt von Nadschib Miqati für Tammam Salam als neuen Regierungschef starkgemacht.